# 433
433 (CDXXXIII) fue un año común comenzado en domingo del calendario juliano, en vigor en aquella fecha.
En el Imperio romano, el año fue nombrado el del consulado de Teodosio y Máximo, o menos comúnmente, como el 1186 Ab urbe condita, adquiriendo su denominación como 433 a principios de la Edad Media, al establecerse el anno Domini.

## Acontecimientos
- Atila y Bleda se convierten en gobernantes de los hunos.[1]

## Fallecimientos
- Xie Lingyun, escritor chino.